# Jocurile Europene în sală din 1967
A 2-a ediție a Jocurilor Europene în sală s-a desfășurat între 11 și 12 martie 1967 la Praga, Cehoslovacia. Au participat 244 de sportivi din 23 de țări.

## Sală
Probele au avut loc la Sportovní hala din Praga. Aceasta a fost construită în anul 1962.

## Rezultate
RM - cea mai bună performanță din lume; RE - record european; RC - record al competiției; RN - record național; PB - cea mai bună performanță a carierei

### Masculin
| Event                | Aur                                                                               | Aur    | Argint                                                                            | Argint | Bronz                                                                    | Bronz  |
| 50 m                 | Pasquale Giannattasio (ITA)                                                       | 5,7    | Aleksandr Lebedev (URS)                                                           | 5,8    | Viktor Kasatkin (URS)                                                    | 5,89   |
| 400 m                | Manfred Kinder (FRG)                                                              | 48,4   | Hartmut Koch (GDR)                                                                | 48,6   | Nikolai Șkarnikov (URS)                                                  | 50,4   |
| 800 m                | Noel Carroll (IRL)                                                                | 1:49,6 | Tomáš Jungwirth (TCH)                                                             | 1:49,8 | Jan Kasal (TCH)                                                          | 1:50,0 |
| 1500 m               | John Whetton (GBR)                                                                | 3:48,7 | Josef Odložil (TCH)                                                               | 3:49,6 | Stanislav Hoffman (TCH)                                                  | 3:50,5 |
| 3000 m               | Werner Girke (FRG)                                                                | 7:58,6 | Rașid Șarafetdinov (URS)                                                          | 7:59,0 | Lajos Mecser (HUN)                                                       | 8:00,6 |
| 50 m garduri         | Eddy Ottoz (ITA)                                                                  | 6,4    | Valentin Cisteakov (URS)                                                          | 6,6    | Anatoli Mihailov (URS)                                                   | 6,7    |
| Ștafetă 4×300 m      | Uniunea Sovietică Nikolai Ivanov Vasîl Anisimov Aleksandr Bratcikov Boris Savciuk | 2:18,0 | Poland · Edward Romanowski · Jan Balachowski · Edmund Borowski · Tadeusz Jaworski | 2:20,2 | Cehoslovacia Jaromír Haisl Josef Hegyes František Ortman Josef Trousil   | 2:20,5 |
| Ștafetă mixtă        | RFG Gert Metz Horst Haßlinger Rolf Krüsmann Manfred Hanika                        | 3:06,6 | Uniunea Sovietică Boris Savciuk Vasîl Anisimov Aleksandr Bratcikov Valeri Frolov  | 3:06,9 | Cehoslovacia Jiří Kynos Ladislav Kříž Pavel Hruška Pavel Pěnkava         | 3:08,8 |
| Ștafetă 3×1000 m     | RFG Klaus Prenner Wolf-Jochen Schulte-Hillen Franz-Josef Kemper                   | 7:19,6 | Cehoslovacia Pavel Hruška Pavel Pěnkava Petr Blaha                                | 7:20,0 | Uniunea Sovietică Ramir Mitrofanov Stanislav Simbirțev Mihail Jelobovski | 7:20,6 |
| Săritura în înălțime | Anatoli Moroz (URS)                                                               | 2,14   | Henry Elliot (FRA)                                                                | 2,14   | Rudolf Baudiš (TCH)                                                      | 2,11   |
| Săritura cu prăjina  | Igor Feld (URS)                                                                   | 5,00   | Gennadi Bleznițov (URS)                                                           | 4,90   | Wolfgang Nordwig (GDR)                                                   | 4,90   |
| Săritura în lungime  | Lynn Davies (GBR)                                                                 | 7,85   | Leonid Barkovski (URS)                                                            | 7,85   | Andrzej Stalmach (POL)                                                   | 7,74   |
| Triplusalt           | Petr Nemšovský (TCH)                                                              | 16,57  | Henrik Kalocsai (HUN)                                                             | 16,45  | Aleksandr Zolotarev (URS)                                                | 16,40  |
| Aruncarea greutății  | Nikolai Karasiov (URS)                                                            | 19,26  | Eduard Gușcin (URS)                                                               | 18,95  | Władysław Komar (POL)                                                    | 18,85  |

### Feminin
| Event                | Aur                                                                                    | Aur    | Argint                                                                 | Argint | Bronz                                                                                | Bronz  |
| 50 m                 | Margit Nemesházi (HUN)                                                                 | 6,3    | Karin Wallgren (SWE)                                                   | 6,4u   | Galina Buharina (URS)                                                                | 6,45   |
| 400 m                | Karin Wallgren (SWE)                                                                   | 55,7   | Lia Louer (NED)                                                        | 56,7   | Ljiljana Petnjaric (YUG)                                                             | 57,3   |
| 800 m                | Karin Kessler (FRG)                                                                    | 2:08,2 | Maryvonne Dupureur (FRA)                                               | 2:09,6 | Valentina Lukianova (URS)                                                            | 2:10,5 |
| 50 m garduri         | Karin Balzer (GDR)                                                                     | 6,9    | Vlasta Seifertová (TCH)                                                | 7,0    | Inge Schell (FRG)                                                                    | 7,1    |
| Ștafetă 4×150 m      | Uniunea Sovietică Valentîna Bolșova Galina Buharina Tatiana Talîșeva Vera Popkova      | 1:12,4 | Cehoslovacia Eva Putnová Vlasta Seifertová Eva Kucmanová Eva Lehocká   | 1:14,0 | Republica Democrată Germană Regina Höfer Petra Zöllner Renate Meißner Brigitte Geyer | 1:14,1 |
| Ștafetă mixtă        | Uniunea Sovietică Valentîna Bolșova Vera Popkova Tatiana Arnautova Nadejda Seropeghina | 3:35,6 | Iugoslavia Marijana Lubej Ika Maričić Ljiljana Petnjarić Gizela Farkaš | 3:37,5 |                                                                                      |        |
| Săritura în înălțime | Taisia Cencik (URS)                                                                    | 1,76   | Linda Knowles (GBR)                                                    | 1,73   | Jaroslava Králová (TCH)                                                              | 1,70   |
| Săritura în lungime  | Berit Berthelsen (NOR)                                                                 | 6,51   | Heide Rosendahl (FRG)                                                  | 6,41   | Viorica Viscopoleanu (ROM)                                                           | 6,40   |
| Aruncarea greutății  | Nadejda Cijova (URS)                                                                   | 17,44  | Ivanka Hristova (BUL)                                                  | 16,55  | Maria Ciorbova (BUL)                                                                 | 16,23  |

## Clasament pe medalii
| Loc   | Țară                        | Aur | Argint | Bronz | Total |
| ----- | --------------------------- | --- | ------ | ----- | ----- |
| 1     | Uniunea Sovietică           | 8   | 7      | 7     | 22    |
| 2     | RFG                         | 5   | 1      | 1     | 7     |
| 3     | Regatul Unit                | 2   | 1      | 0     | 3     |
| 4     | Italia                      | 2   | 0      | 0     | 2     |
| 5     | Cehoslovacia                | 1   | 5      | 6     | 12    |
| 6     | Republica Democrată Germană | 1   | 1      | 2     | 4     |
| 7     | Ungaria                     | 1   | 1      | 1     | 3     |
| 8     | Suedia                      | 1   | 1      | 0     | 2     |
| 9     | Irlanda                     | 1   | 0      | 0     | 1     |
| 9     | Norvegia                    | 1   | 0      | 0     | 1     |
| 11    | Franța                      | 0   | 2      | 0     | 2     |
| 12    | Polonia                     | 0   | 1      | 2     | 3     |
| 13    | Bulgaria                    | 0   | 1      | 1     | 2     |
| 13    | Iugoslavia                  | 0   | 1      | 1     | 2     |
| 15    | Țările de Jos               | 0   | 1      | 0     | 1     |
| 16    | România                     | 0   | 0      | 1     | 1     |
| Total | Total                       | 23  | 23     | 22    | 68    |

## Participarea României la campionat
Trei atleți (2 la feminin și 1 la masculin) au reprezentat România.
- Viorica Viscopoleanu – lungime - locul 3
- Șerban Ciochină – triplusalt - locul 7
- Erica Stoenescu – înălțime - locul 10